# Put Yo Hood Up (singolo)
Put Yo Hood Up è un singolo di Lil Jon & the East Side Boyz, primo estratto dell'album omonimo, pubblicato il 25 giugno del 2001 sotto l'etichetta TVT Records.
Ha riscosso molto successo ad Atlanta e nel sud degli Stati Uniti ma anche molte polemiche. Il testo è il brano stesso hanno influenzato molto la gioventù del South, il brano è considerato un classico del genere Crunk unito a una forma di Dirty rap proveniente dalle parti di Atlanta, Lil Jon e il suo gruppo infatti sono stati I primi ad interpretare questo tipo di sound. Insieme ai testi completamente espliciti e nel video stesso troviamo una forma di ribellione quando cantano Lil Jon e gli East Side Boyz, parlando del rap del sud che è il migliore di quelli delle altre coste e scandalizzano e ridicolizzano queste ultime dicendo frasi come Mutherfucker Eastside, Westide and Midwest, ecc. Il singolo è stato prodotto da DJ Z-Trip, che ha prodotto le intere strutture del brano con particolari effetti e Lil Jon ha collaborato con lui nei mix e producendo alcune strumentali di parti del brano con la Drum machine. I formati del singolo sono in CD (come lo era appena è stato pubblicato) e in formato digitale ottenibile dal web o dai portali.

## Video
Il video è stato pubblicato nel luglio del 2001. Nel contesto rappresenta Lil Jon e il suo gruppo che cantano e gridano in ogni scena del brano, questi inizialmente vengono ripresi in un autobus che è diretto in un campo di football, perché dovevano giocare contro una squadra. Quindi Lil Jon e gli East Side Boyz vengono ripresi nel campo che giocano e nell'intermezzo del video ce questa ripresa. Verso la fine del video, dopo un po' arrivano I trombettisti che ballano al centro del campo e si muovono tutti in fila mentre Lil Jon, Lil'Bo e Big Sam vedono il tutto dagli spalti.
Nel brano e nel video si fa molto riferimento al crunk, infatti c'è uno spettatore del campo che viene ripreso con il bicchiere di un liquido blu con la scritta Crunk e anche in una scena del video in cui Lil Jon beve questo liquido con la relativa scritta mentre vede la partita.
Nel video appaiono anche Chyna White e Jazze Pha, la prima appare nell'autobus insieme ai tifosi e a Lil Jon e dopo un po' quando si ferma l'autobus si vede che esce dallo sportello, invece Jazze Pha si vede nella parte finale del videoclip, quando sta nel campetto che balla con I trombettisti con la maglia rosa.
Esiste anche una versione clean del videoclip nel sito ufficiale di Lil Jon.

## Critica
Il singolo ha ottenuto discrete attenzioni perlopiù nell'ambito del mainstream, è riuscito comunque a classificarsi nel Billboard Hot 100 guadagnandosi la posizione n.97.